# Prime d'émission
Une prime d'émission est un mécanisme financier permettant d'apporter aux anciennes actions une valeur supérieure à leur valeur nominale lors d'une augmentation de capital. 
La valeur nominale d'une action est déterminée par le montant du capital de la société (capital de la société / nombre d'action). Elle ne tient donc pas compte de l'ensemble des fonds propres, notamment des réserves légales dont les actionnaires déjà en place pourraient légalement bénéficier. Les réserves légales sont non distribuables. La prime d'émission permet de tenir compte de cette différence et ainsi rendre la valeur de l'action en phase avec la situation actuelle de la société.

## Exemple
Une Société anonyme (S.A.) dispose de 450 000 euros de fonds propres, dont un capital social de 150 000 euros divisé en 500 actions.
La valeur nominale de l'action s'élève donc à 300 euros (150 000 euros / 500 actions), tandis que la valeur comptable de l'entreprise élèverait le prix de l'action à 900 euros (450 000 / 500).
La S.A. souhaite augmenter ses capitaux propres de 450 000 euros par l’intermédiaire d'un associé supplémentaire. Les fonds propres de l'entreprise s'élèveraient donc à 900 000 euros.
Afin de ne pas se trouver lésée par l'arrivée du nouvel actionnaire, la S.A. tiendra compte de la valeur comptable de l'entreprise pour l'émission de ses nouveaux titres, soit 900 euros par action.
L'entreprise émettra alors 500 nouvelles actions (450 000 euros / 900 euros). 
La valeur des 1 000 titres (500+500) multipliée par les 900 euros de valeur unitaire est bien égale aux nouveaux fonds propres de 900 000 euros.
La différence constatée entre la valeur d'émission (900 euros) et la valeur nominale (300 euros) correspond à la prime d'émission, soit 600 euros par action et donc 300 000 euros (600 euros x 500 actions), dans le cadre de cette augmentation de capital.

## Enregistrement comptable
La prime d'émission est enregistrée au crédit sur le compte 104100 : compte de prime d'émission.